# Castell dels Visconti
El castell dels Visconti és un edifici defensiu de la ciutat de Legnano (Itàlia), construït en època medieval sobre una illa del riu Olona, al sud de la vila. Porta el nom de la família que el va fer construir al segle xiii, però també se'l coneix pel nom de castell de sant Jordi (en italià castello di San Giorgio, en llatí Castrum Sancti Georgi), en record de l'antic monestir que hi va haver. La seva adreça actual en la moderna ciutat és: al viale Toselli, entre el parc del Castell i la plaça 1 de Maig. Amb l'ampliació i reformes fetes al segle xv pels Lampugnani, aquesta fortalesa va superar l'altra que hi havia a Legnano, el castell dels Cotta, que actualment ha quedat dins del centre de la vila.
El castell dels Visconti va estar implicat en diversos conflictes bèl·lics, un dels quals va ser la batalla de Legnano, entre les forces de l'emperador i les ciutats de la Lliga llombarda; i les disputes entre l'arquebisbat i la noblesa de Milà, protagonitzades per les famílies Della Torre i Visconti. Durant el segle xix l'edifici va estar arrendat com a granja de producció lletera. Des del 1963 pertany a de l'ajuntament de Legnano, que el va adquirir als darrers propietaris, els Cornaggia. L'ajuntament l'ha tornat al seu antic esplendor i el fa servir amb finalitats culturals.

## Funció original

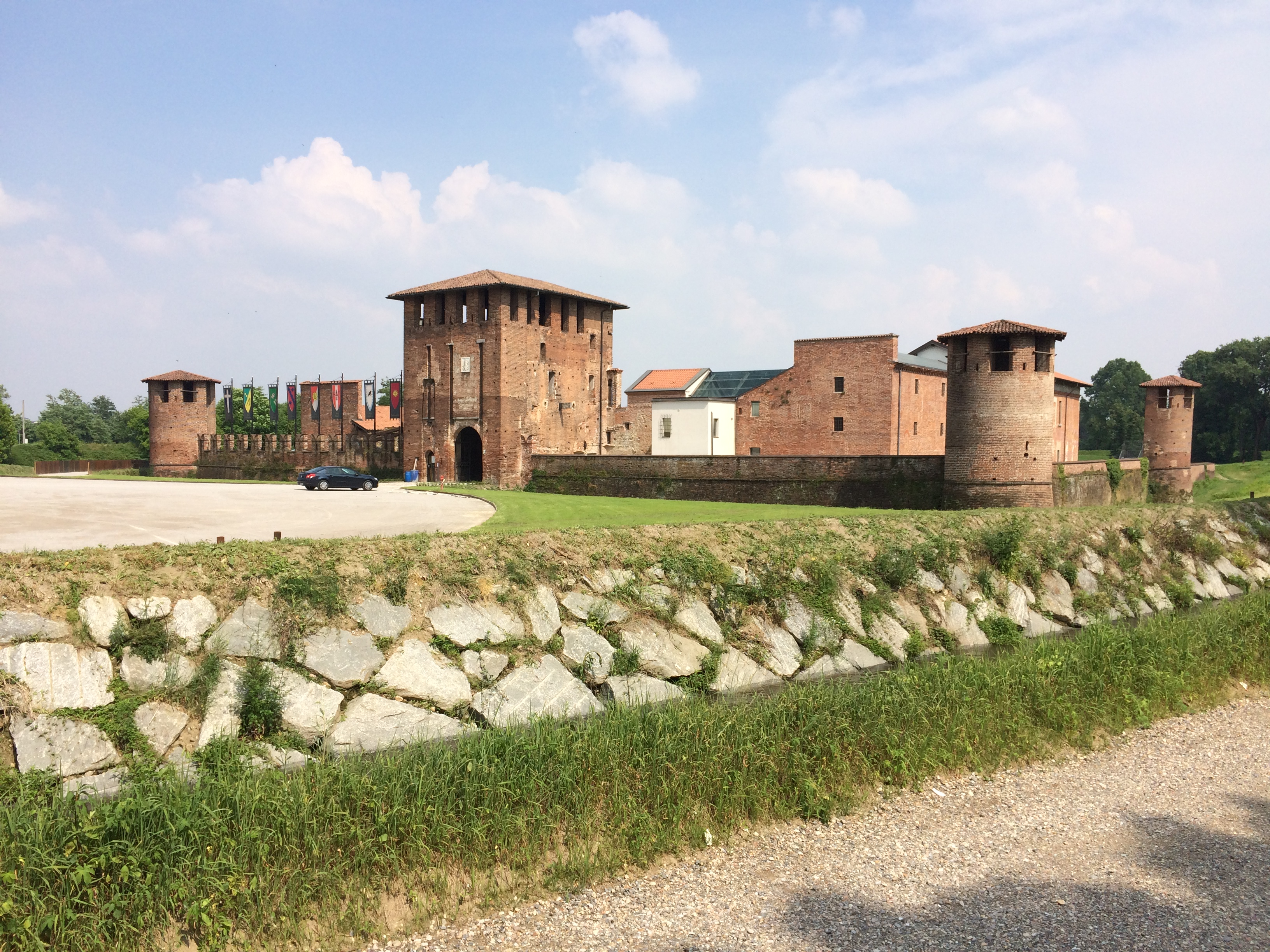
Vist des de l'est, on està el riu Olona.

La construcció d'aquest castell està relacionada amb la seva situació, al costat d'una important via de comunicació medieval que seguia el riu Olona i que enllaçava Milà amb el llac Maggiore, l'anomenada Via Mediolanum-Verbannus, que aprofitava en part una calçada romana del segle i.
La defensa de Legnano era important perquè, en cas de conquerir-la, podia constituir un fàcil accés a la zona nord-occidental del ducat de Milà. A l'edat mitjana Legnano, encara que formalment pertanyia al comtat del Seprio, de fet estava més relacionada amb Milà. Les dues ciutats estaven unides per un acord militar, la Lliga Llombarda, però aquest no era l'únic vincle que tenien, sinó que també hi havia una dependència econòmica: Legnano i altres ciutats venien els aliments que produïen al mercat de Milà.
Quan el castell va pertànyer a la família milanesa dels Visconti, formava part d'un sistema defensiu més ample que envoltava la perifèria de Milà. Aquesta xarxa de fortificacions estaven col·locades en llocs on els Visconti posseïen major nombre de propietats immobiliàries. Eren castells que tant podien servir per defensar el ducat d'atacs exteriors com per controlar guerres civils produïdes a l'interior. Una altra funció que li donaven els propietaris era la de residència d'estiu, ja que en aquesta època escassejava l'aigua a Milà però no al castell de Legnano. També des del castell es podien organitzar caceres pels boscos de la rodalia, un entreteniment propi de la noblesa en l'edat mitjana.
Els altres castells de la zona alta del Milanesat estaven a: Crenna, Somma Lombardo, Orago, Cassano Magnago, Fagnano Olona, Turbigo, Busto Arsizio, Gallarate i Saronno.
Al segle xvi Legnano va experimentar un període de decadència, des que va començar a deslligar-se de Milà i va perdre gradualment la seva funció estratègica; llavors va passar de ser un important lloc militar per ser un senzill centre agrícola. Al segle xv tot el comtat del Seprio va perdre la seva actitud rebel cap a Milà i, per tant, la presència de tropes fixes ja no era justificada. En conseqüència, el castell va perdre la seva funció militar. Per aquesta raó, les torres del castell no tenen posicions per a armes d'artilleria, cosa que va començar a fer-se servir a partir del segle xvi.

## El monestir de sant Jordi

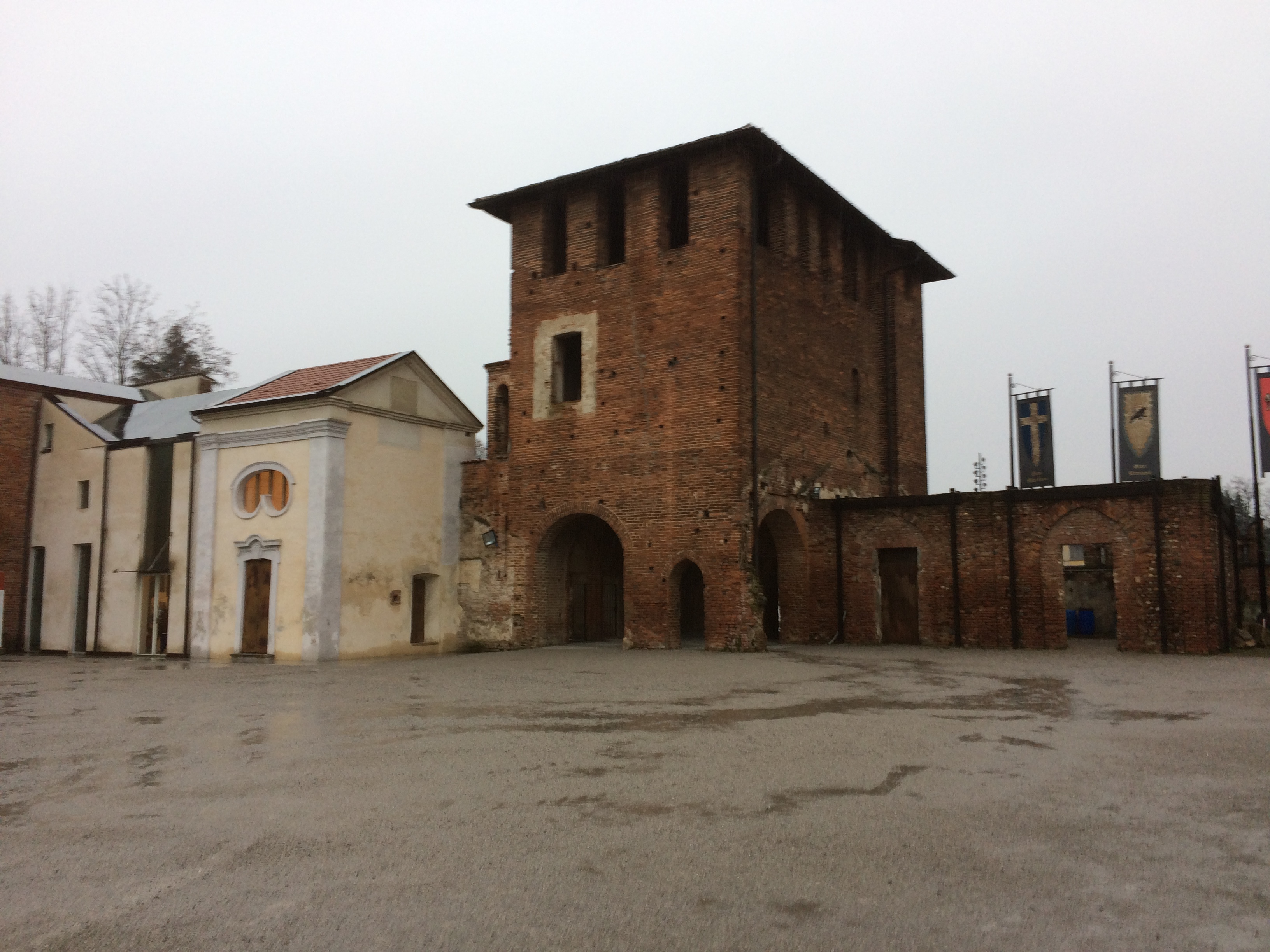
Annexa a una torre del castell, una capella dedicada a sant Jordi.

Els orígens del castell estan lligats a un antic monestir de l'orde dels agustins, dedicat a sant Jordi, la presència del qual està documentada des de l'any 1231. Aquest edifici, però, no consta en el registre d'esglésies del Liber Notitiae Sanctorum Mediolani, escrit per Goffredo de Bussero, en què descriu el context religiós de l'àrea de Milà entre finals del segle xiii i començaments del XIV. Aquest monestir posseïa moltes terres per al seu manteniment.
Un document antic demostra que els monjos del monestir de Sant Jordi van ser assetjats per persones del poder local ("magnates et potentes") veïns a les seves terres. Aquesta situació es va produir com a resultat de la lluita entre l'arquebisbe de Milà i alguns nobles, la guerra era una conseqüència directa dels esdeveniments que van seguir la batalla de Legnano (29 de maig del 1176): després de la victòria, les ciutats de la Lliga Llombarda es van veure alliberades del poder imperial i tota la seva població va tenir l'oportunitat d'elegir els cònsols que governarien cada municipi. Anteriorment, el govern de les ciutats estava repartit entre el bisbe, els nobles, l'alta burgesia i el representant de l'emperador al qual rendien comptes. L'arquebisbe Leone de Perego va pressionar per adquirir la supremacia entre aquests governs locals. La família noble més important que s'oposava a Leone eren els Della Torre, que no volien canviar la dependència de l'emperador per la dependència a l'Església. Després de la mort de Leone, l'any 1257, va haver una disputa per veure quina de les famílies de la noblesa aconseguia més volts per assolir el poder i en van sortir guanyadors els Della Torre, que ràpidament es van apropiar de les terres de l'arquebisbat entre les quals estava el monestir de sant Jordi.
Per evitar conseqüències desagradables, i tenint en compte la situació política de l'època, que era inestable i que es caracteritza per contínues guerres, els monjos van decidir abandonar el monestir el 14 d'octubre del 1261 mitjançant la signatura d'una acta notarial d'intercanvi amb els germans Raimondo, Napoleone i Francesco Della Torre i amb el seu net Erecco, es desconeix si voluntàriament o si obligats per la força. En contrapartida, els monjos van aconseguir 1.400 pertiques  de terra fèrtil i ben regada al municipi de Limito (actualment Pioltello), més l'església de Sant Prim a Milà. Aquestes terres de Limito no pertanyien als Della Torre sinó que les van adquirir expressament poc abans de la permuta.

## Transformació del monestir en castell
En l'època que estava habitat pels monjos, hi havia una senzilla torre de vigilància des de la qual es controlava el camí d'arribada. Segons alguns autors la van construir els Della Torre quan es van establir el 1231 a la rodalia, i segons d'altres la torre potser es va fer per ordre d'Uberto Visconti.
Poc després que els Della Torre adquirissin el monestir, el 22 de juliol del 1262, Ottone Visconti es va presentar a l'elecció d'arquebisbe de Milà, en substitució del difunt Leone. Els Della Torre van presentar com a candidat a un membre de la seva família, Raimondo, però cap dels dos ho va aconseguir. Ottone es va exiliar. Els Della Torre van continuar adquirint terres de la diòcesi i van fer de Legnano la seva plaça forta. La guerra entre els Visconti i els Della Torre, va tenir lloc lluny de Legnano, principalment al voltant de Llac Major.

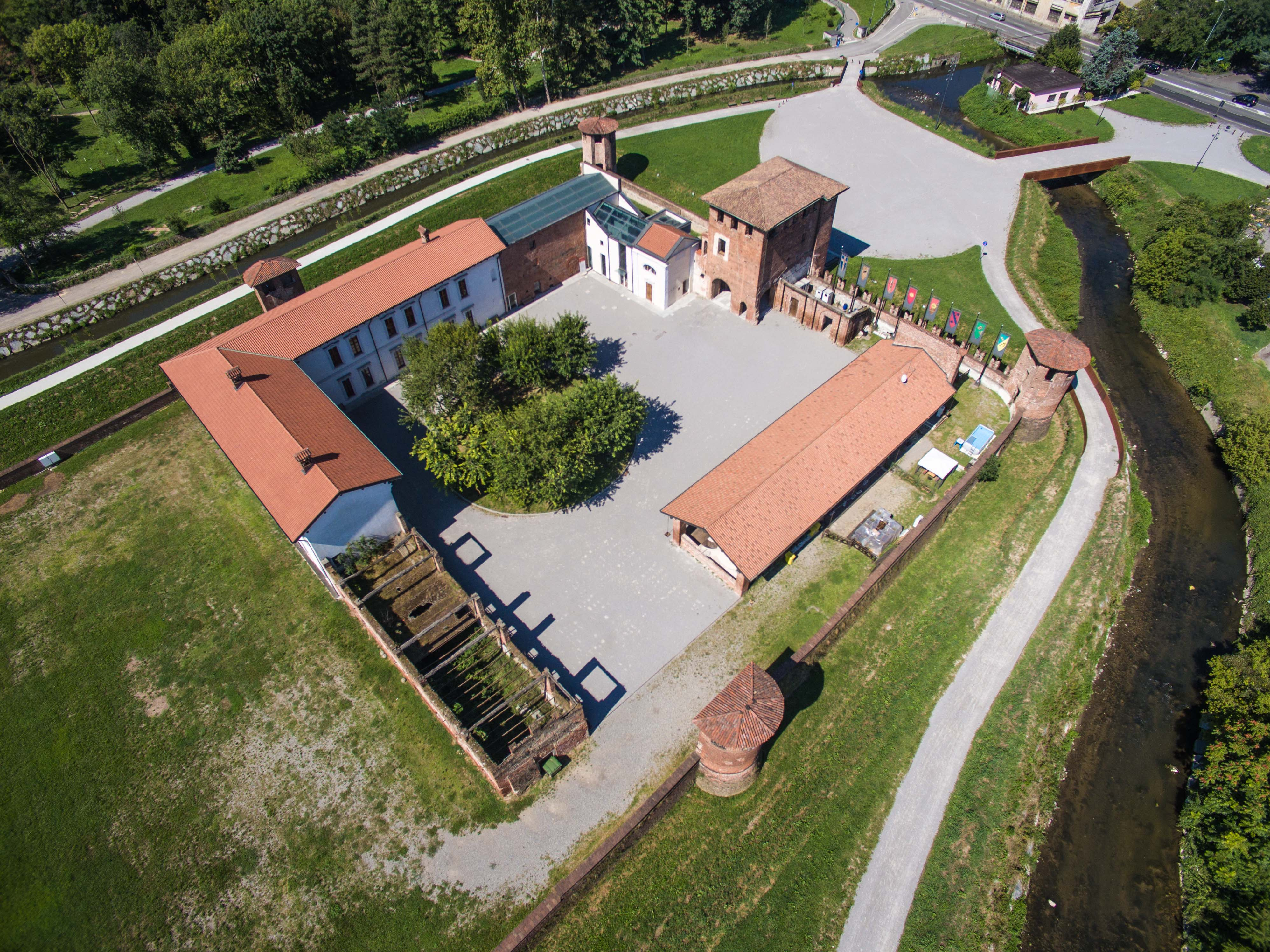
Vista aèria del castell.

Entre el 1261 i el 1273, els Della Torre van ampliar l'antic edifici del monestir mitjançant la construcció de dues ales —l'una enllaçant amb la part dreta de la torre i l'altra a l'esquerra—, que es convertirien en el nucli original del castell potser enderrocant l'antiga església del monestir, però conservant la major part de l'obra, ja que els elements arquitectònics del moment (parets de maó i finestres d'arc), eren comuns a tots els edificis construïts amb molt poques variants i, per tant, eren útils per al nou propòsit.
El castell va hostatjar una nit, l'abril del 1273, el rei d'Anglaterra Eduard I d'Anglaterra i la seva esposa Elionor de Castella que venien de tornada de les croades. Napoleone i Francesco Della Torre van insistir que fessin repòs aquí, ja que per ells era un honor tenir-los al seu castell. Una llegenda diu que els monarques no van fer estada al castell sinó en una casa de la vila que des de llavors es diu Casa de la Reina, però el que consta a les cròniques de l'època és que van estar a «sant Jordi, a prop de Legnano». Si bé aquest incident demostra el ferm control que els Della Torre tenien sobre Legnano, ja fos el castell o la vila, una zona que consideraven prou segura com per hostatjar uns reis.

## Propietat dels Visconti
El 1277 l'edifici va passar als Visconti després de la derrota soferta per Napoleone Della Torre a la batalla de Desio (21 de gener del 1277) contra l'arquebisbe de Milà Ottone Visconti, que va causar l'expulsió dels Della Torre de Milà i la seva rodalia. Napoleone i els seus es va refugiar al nord i van ocupar, el 1285, Castelseprio. Ottone Visconti va decidir establir-se al castell dels Della Torre a Legnano, on va situar el seu exèrcit. La guerra es va evitar temporalment: les dues parts es van trobar a Varese per signar una treva, que preveia l'abandonament de Castelseprio pels Della Torre, el lloc seria ocupat per Guido de Castiglione.
L'arquebisbe Ottone va encomanar un altar per a l'església del castell. La tardor del 1286 Ottone Visconti va decidir trencar la treva i va atacar Castelseprio; no va aconseguir penetrar en el castell però va saquejar la vila. Al febrer del 1287 va organitzar a Legnano, probablement al castell, un taula de negociacions, però sense aconseguir res. Castelseprio va capitular el 28 de març del 1287, quan Ottone va poder entrar emprant l'astúcia.
El 1339 Legnano va estar novament esquitxada els esdeveniments polítics i militars relacionats amb Milà. Lodrisio Visconti, amb intenció de convertir-se en senyor de Milà, volia expulsar Azzone i Luchino Visconti, v establir un quarter general a Legnano, probablement emprat el castell familiar. L'enfrontament militar va tenir lloc a poca distància, va ser l'anomenada batalla de Parabiago (21 de febrer del 1339). El vencedor va ser Lodrisio.
El castell va estar administrat per la família Visconti fins al segle xv, amb l'única excepció de Guido Della Torre el 1311, que temporalment es va imposar com a senyor de Milà. Al segle xv es va crear un vincle polític i administratiu entre els Visconti i la família Lampugnani, que finalment va deixar la gestió del castell en mans d'aquests darrers.

## Els Lampugnani

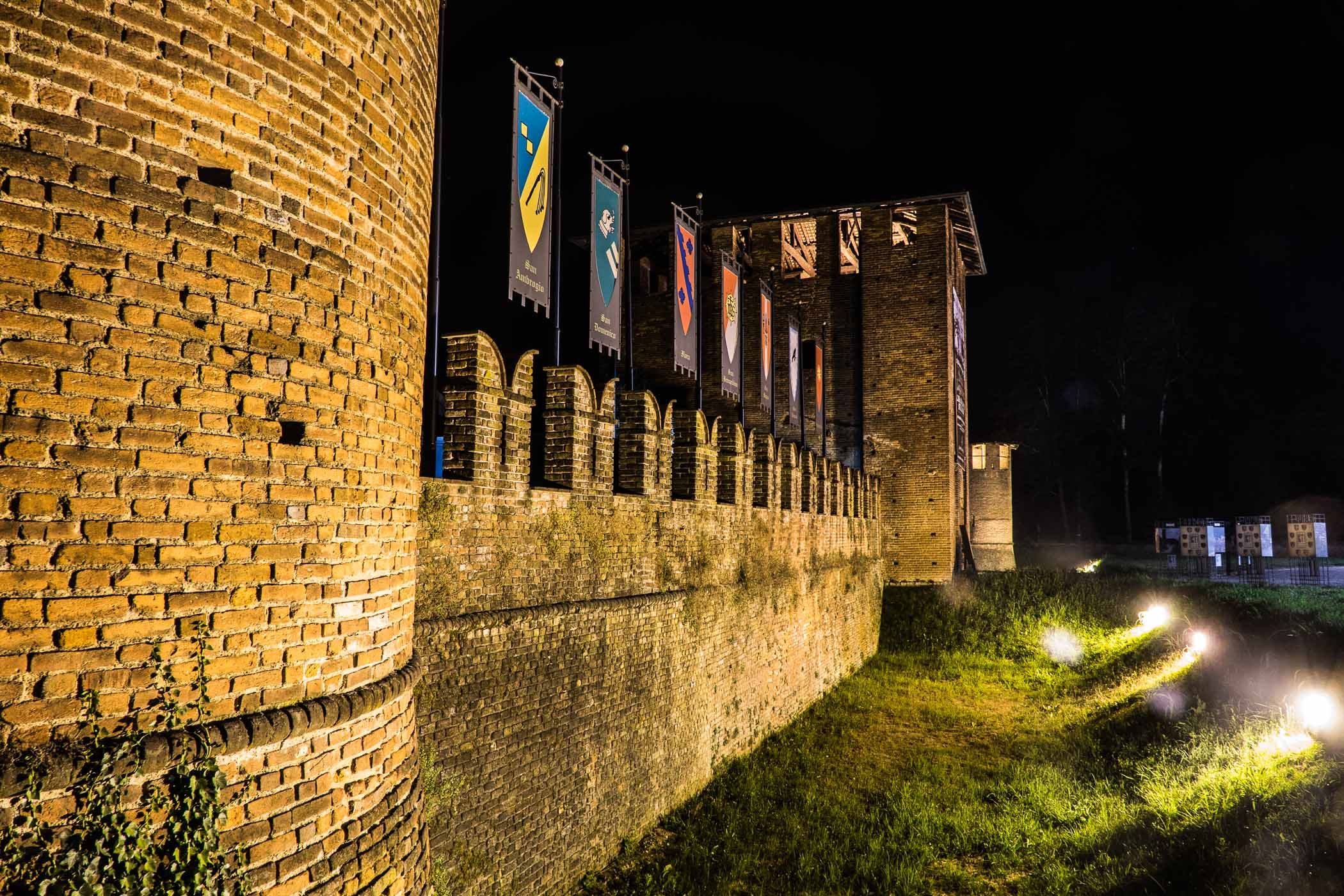
Muralla del castell

Un dels motius que van portar al duc de Milà a donar el castell de Legnano a Oldrado Lampugnani, secretari seu, va ser que aquest ja posseïa grans extensions de terres a la rodalia i un molí hidràulic.
El 1445 Lampugnani va obtenir permís per reforçar la fortificació de l'edifici i l'any següent va refer la torre, va afegir una muralla amb un fossat i un pont llevadís. Fins al moment, com a defensa només havia tingut la barrera natural que constituïa el riu Olona, però les canviants tècniques de guerra van fer necessàries aquestes reformes. Amb aquesta ampliació es va modificar la porta d'accés principal, que anteriorment estava a la banda de ponent i ara anava acompanyada de dues torres. Amb aquestes reformes va superar les funcions de l'altre castell de la ciutat, el castell dels Cotta, que actualment ha quedat en ple centre de la ciutat.
El 1449 el castell va ser assetjat per Francesco Piccinino, adversari de Francesc Sforza durant la guerra de successió al Ducat de Milà.
A la mort d'Oldrado II, el 1460, el castell el va heretar el seu nebot Giovanni Andrea Lampugnani, fill del seu germà Maffiolo. A Giovanni Andrea, com a propietari de la fortalesa el va succeir el seu fill Oldrado III Lampugnani. Aquest va ser nomenat senador de Milà, es va veure obligat a fugir juntament amb Lluís Maria Sforza, el qual va ser desposseït del ducat per Lluís XII de França i el seu exèrcit. Durant el seu exili, als Lampugnani els van ser confiscats tots els béns, inclòs el castell de Legnano. El comandant Teodoro Trivulzio, com a represàlia per la fidelitat dels Lampugnani envers Lluís Maria Sforza, va incendiar el 1524 el castell. Oldrado III, al seu retorn el va fer restaurar.

## Els Cornaggia

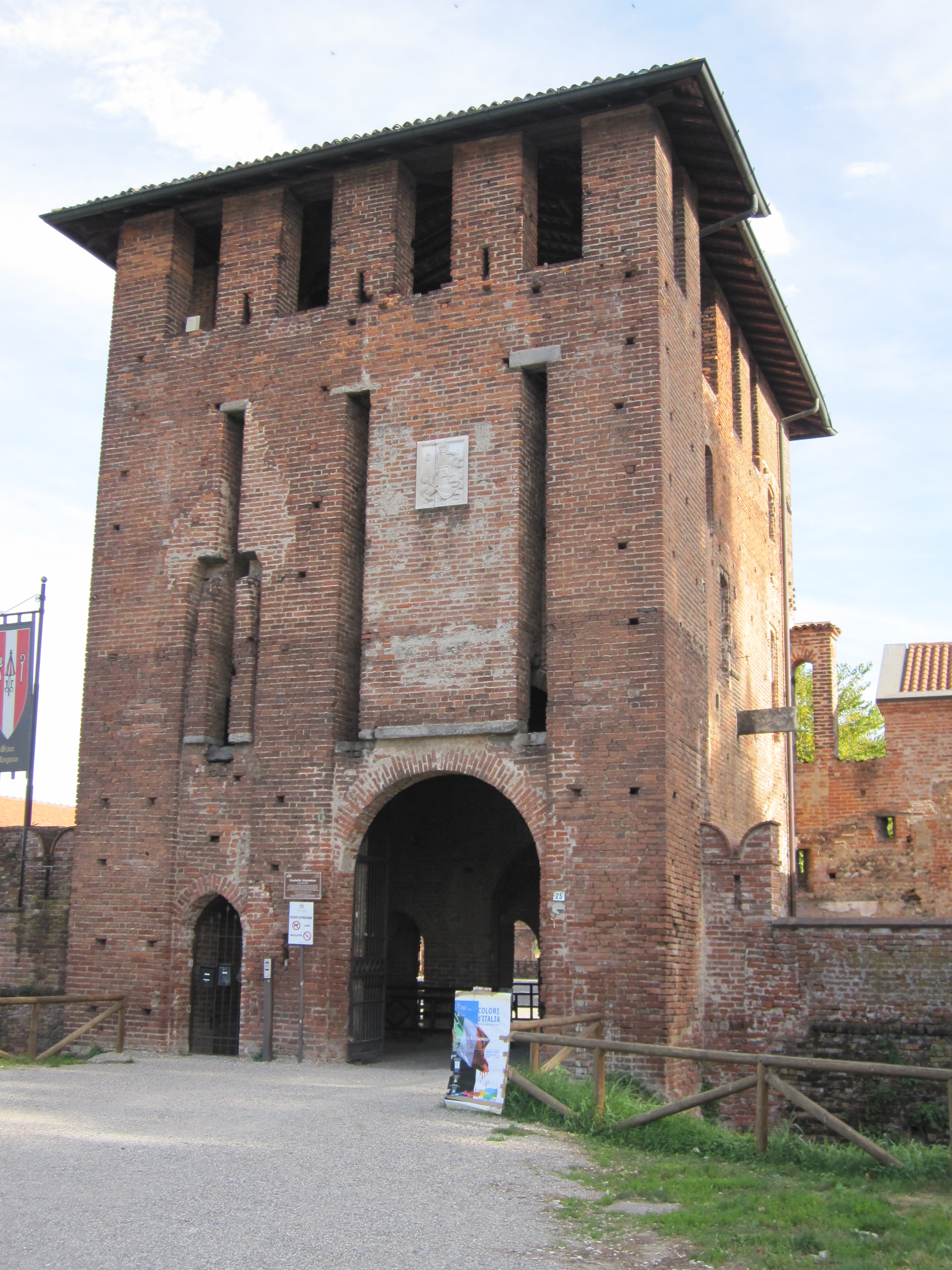
Torre construïda entre el 1437 i el 1445.

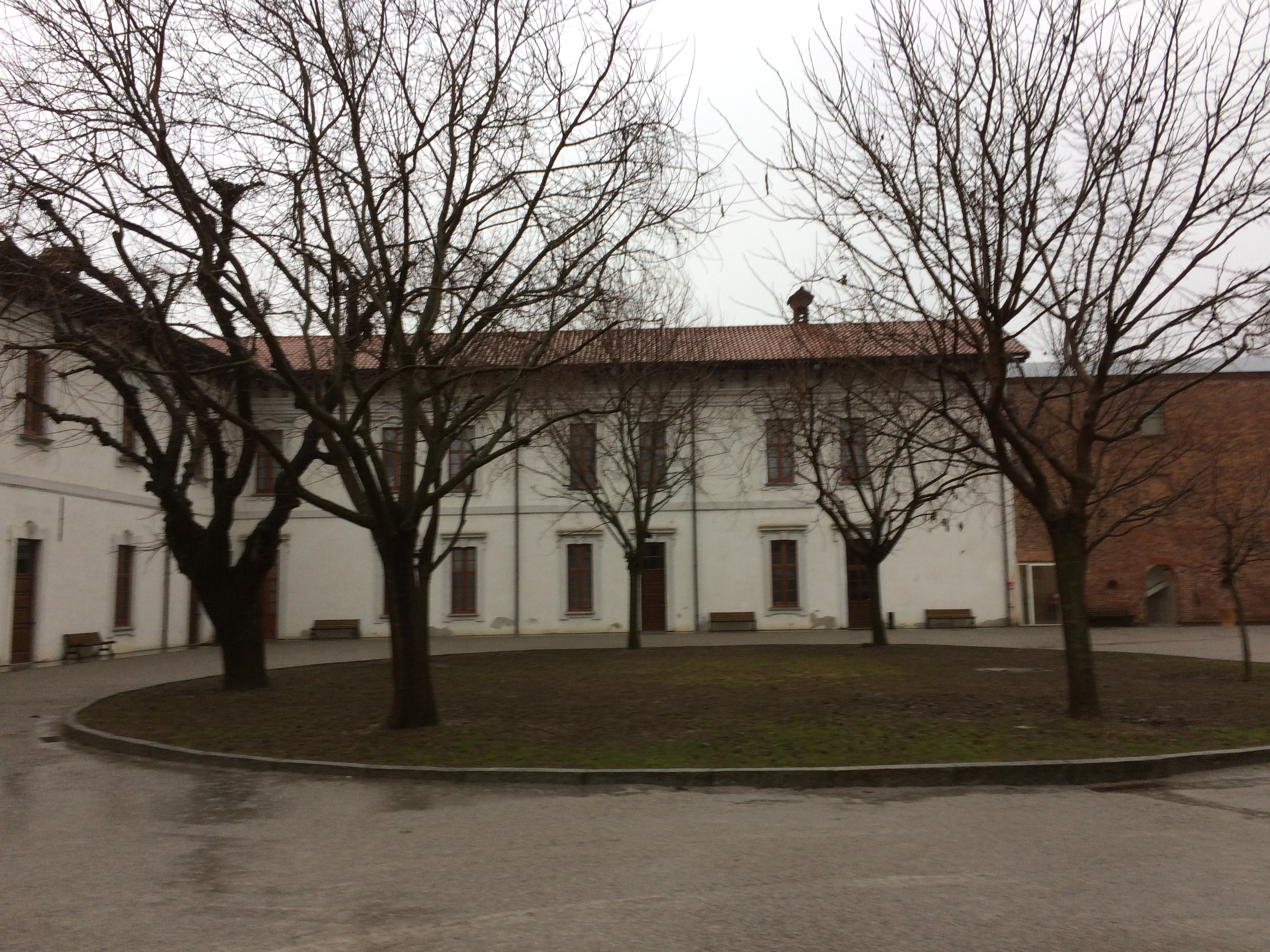
Pati interior d'estil barroc.

El 1798 el castell va ser adquirit pel marquès Carlo Cristoforo Cornaggia per 124.620 lliures, preu que incloïa altres propietats relacionades, com el molí d'aigua. Els Cornaggia eren una família benestant originària de Sedriano que comerciava amb cotó i que vivia a Legnano des del 1598. Els Cornaggia van ampliar la propietat gràcies a la compra del feu de la Castellanza, que era de la família Crivelli, i van obtenir el títol de marquesos.
L'objectiu dels nous propietaris era fer-ne la seva pròpia residència aristocràtica, per a la qual cosa calia restaurar l'estructura i tornar-lo a la seva antiga glòria. La confirmació d'aquesta voluntat és l'addició de la imatge del castell al seu escut heràldic. Però la intervenció va anar més enllà d'una simple restauració, els Cornaggia van fer pintar les torres de l'ala dreta amb motius florals i li van donar al conjunt un toc barroc. Aquesta família van utilitzar el castell com a residència d'estiu fins a finals del segle xix.
Com a resultat el castell va entrar en un període de decadència, doncs ja no estaria directament supervisat pels seus propietaris, els quals el van arrendar i només hi anaven de visita en rares ocasions. El 1883 el Cornaggia van decidir transformar el castell en una hisenda agrícola. De residència de l'aristocràcia va esdevenir una simple casa de pagès: els estables es van transformar en una lleteria. l'edifici de poca alçada que es troba a la part davantera a la part lateral esquerra va ser emprat per allotjar els animals, mentre que la part a l'esquerra es va usar com a habitatge. Originàriament van tenir uns cinquanta caps de bestiar. Va ser probablement en aquesta època que el castell va ser despullat de les seves obres d'art i dels mobles de valor que hi contenia.

## L'adquisició per part del municipi
El 1963 l'ajuntament de Legnano va signar amb els hereus dels Cornaggia un contracto preliminar per a la venda de l'històric immoble. Això va anar seguit de discussions sobre el futur destí que tindria el castell, i les zones contigües. El 1976 es va decidir transformar aquestes ones en el parc del bosc de Legnano i fer servir l'edifici amb finalitats culturals.